# Karing

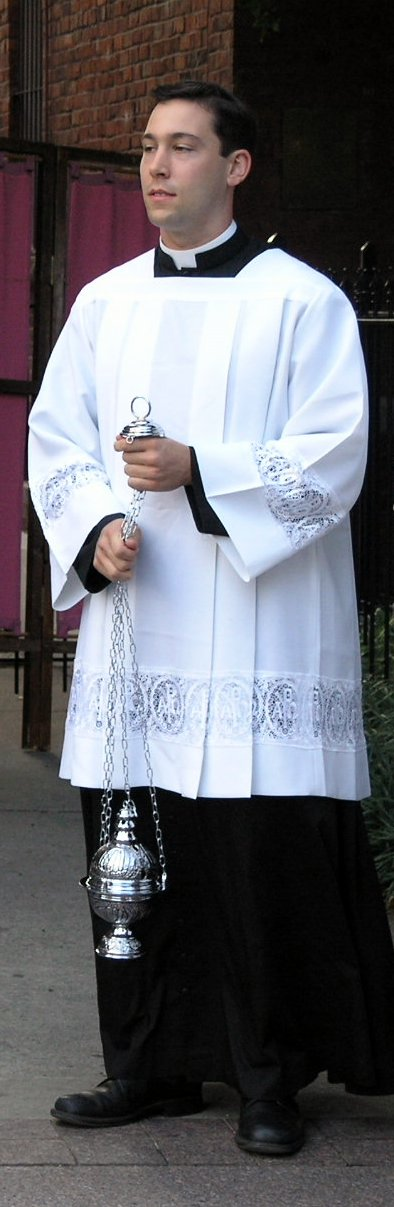
Karing

A karing (latin: rochettum, superpelliceum) egy liturgikus miseruha bizonyos nyugati keresztény egyházakban. 
A római katolikus egyházban öv nélküli térdig érő fehér vászoning, amelyet a klérus és a segédkezők egyaránt viselnek. Az albánál rövidebb öltözet, melyet a szentségek és szentelmények kiszolgáltatásánál öltenek magukra.
Régen minden egyházi szertartásnál albát öltöttek; majd később a kényelmetlen, hosszú albát megrövidítették, s így keletkezett a karing. 
A 10. század végén alakult ki. Főleg télen volt nehéz a felső ruha fölé albát venni; ezért lett szokásos a szélesujjú karing. Innen a latin superpelliceum neve: ruha fölé öltött ing.
Legtöbbször csipkével, kivarrással díszített.